# イブン・ハウカル
ムハンマド・アブー・ル＝カーシム・イブン・ハウカル（محمد أبو القاسم بن حوقل Muḥammad Abū’l-Qāsim Ibn Ḥawqal、別名：アブー・ル＝カーシム・イブン・アリー・イブン・ハウカル・アル＝ナスィービー、生没年不詳）は、メソポタミア北部のニシビス生まれの10世紀のアラブ人作家、地理学者、年代記作者である。

## 人物
イブン・ハウカルは西暦943年から969年まで旅を行った。977年に著した彼の著名な著作は『スーラト・アル＝アルド』（صورة الارض、「地球の姿」）と呼ばれる。イブン・ハウカルの没年は著作から判明し、ヒジュラ暦368年／西暦978年以降である。